# 娱乐新闻
娱乐新闻（英語：Entertainment journalism）是指关注流行文化、娱乐产业及其产品 / 产物的新闻形式。与时尚新闻类似，娱乐新闻报道特定行业的新闻，但目标受众是行业从业者以外的普通大众。常见的形式包括生活方式、电视、电影、戏剧、音乐、电子游戏和名人报道。